# Fujiwara no Ietaka

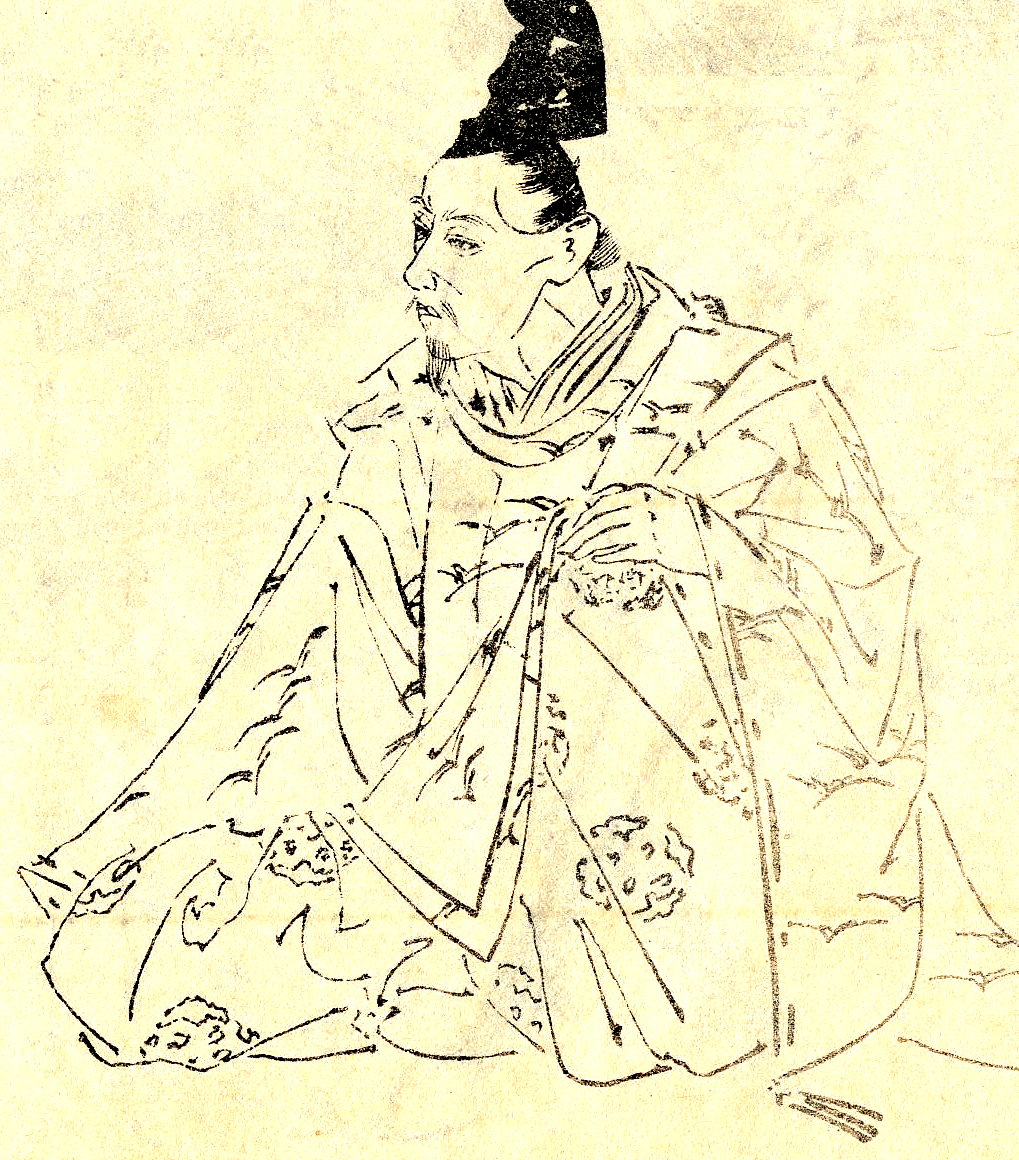
Fujiwara no Ietaka, Darstellung von Kikuchi Yosai

Fujiwara no Ietaka (jap. 藤原 家隆, bzw. in respektvoller Lesung Fujiwara no Karyū; * 1158; † 5. Mai 1237) war ein japanischer Waka-Dichter. Er wurde auch Mibu Nihon (壬生 二品) genannt.

## Leben
Fujiwara war der Schwiegersohn des Dichters Jakuren (Fujiwara no Sadanaga). Er zählte zu dem Dichterkreis, der am Hofe des Kaisers Go-Toba die Gedichtanthologie Shinkokin-wakashū erstellte. Eine Sammlung eigener Gedichte erschien unter dem Titel Mini-shū (壬二集) bzw. Gyokugin Shū. Mehr als 280 seiner Gedichte wurden in die Senzai-shū (千載集) und andere kaiserliche Gedichtsammlungen aufgenommen. Er hatte den „Folgenden Zweiten Hofrang“ inne.